# رژیم غذایی بدون گلوتن

رژیم بدون گلوتن رژیم غذایی است که در آن گلوتن (Gluten) وجود نداشته باشد. مبتلایان به سلیاک (نوعی بیماری گوارشی مزمن) به دلیل حساسیت به گلوتن باید این رژیم را رعایت کنند.

رژیم غذایی بدون گلوتن رژیم غذایی است که در آن گلوتن (Gluten) وجود نداشته باشد. مبتلایان به سلیاک (نوعی بیماری گوارشی مزمن) به دلیل حساسیت به گلوتن باید این رژیم را رعایت کنند.

## گلوتن
گلوتن پروتئینی است که در غلات یافت می‌شود. گلوتن ترکیبی از دو گلیکوپروتئین گلیادین (gliadin) و گلوتلین (glutelin) می‌باشد که متصل با نشاسته در اندوسپرم (بافت تغذیه‌ای اطراف جوانه) بسیاری از غلات علوفه‌ای حضور دارند.

## سلیاک
در صورتی‌که بیماران مبتلا به سلیاک، پروتئینی از دسته گلوتن به نام گلیادین (gliadin) که در برخی غلات مانند گندم، جو، چاودار و گاه جوی دوسر وجود دارد را مصرف کنند، دچار علایم عدم تحمل می‌شوند. ظاهراً ورود گلوتن به سلول‌های پرزهای روده سبب پاسخ سیستم ایمنی می‌شود. تنها درمان بیماری سلیاک، رژیم غذایی بدون گلوتن برای تمام عمر می‌باشد. با رعایت برنامه غذایی و حذف کامل غلات غیرمجاز یادشده به‌طور کامل بهبود می‌یابند.

## رژیم غذایی
از مصرف گندم، جو، جو دوسر و چاودار در هر صورتی و در هر غذایی باید پرهیز شود. این مواد نیز مجاز نیستند: انواع نان‌های معمولی، ماکارونی و اسپاگتی، انواع کیک و بیسکویت‌های معمولی و انواع کلوچه‌ها. همچنین مصرف کلیه فرآورده‌های غذایی که در تهیه آن‌ها از این‌گونه غلات استفاده شده‌است، ممنوع می‌باشد مانند سوسیس، کالباس و سوپ‌های آماده.